# Medicina holística
O termo medicina holística refere-se à abordagem no tratamento baseado na teoria de que os organismos vivos e o meio ambiente funcionam juntos como um todo integrado (ver: holismo). Tal concepção traz implícita a ideia de que, ao serem reunidos para constituir uma unidade funcional maior, os componentes individuais de um sistema desenvolvem qualidades não-predizíveis a partir de seus componentes isolados. A abordagem holística insiste no estudo não só de uma moléstia individual, mas também das respostas das pessoas a esta moléstia, sob os aspectos físico, psicológico e social. Uma estratégia de tratamento deve, portanto, levar em conta as necessidades únicas de cada indivíduo; todas as facetas da doença são levadas em conta, tais como os efeitos da mesma nas relações pessoais, na família,no trabalho e no bem-estar emocional do paciente. O tratamento holístico privilegia o encorajamento da capacidade do próprio paciente de se autocurar, em lugar de lançar mão de recursos cirúrgicos ou de drogas, e enfatiza a educação e o cuidado com o próprio organismo, incluindo dietas e exercícios. A prática holística é uma abordagem específica, não uma especialidade médica, não sendo exclusiva de nenhuma e podendo ser aplicada em todas. 
Contudo é importante ressaltar que o termo "medicina" pode gerar uma certa confusão devido ao fato que as práticas holísticas não possuem base cientifica alguma, nem profissionais diplomados por instituições reconhecidas. Contudo as práticas holísticas tem validade no campo da espiritualidade.